# World's End (Sri Lanka)
Pour les articles homonymes, voir World's End.
World's End, en singhalais ලෝකාන්තය, est un point de vue panoramique du Sri Lanka, attraction touristique majeure du parc national de Horton Plains. Le lieu domine une falaise et une vallée d'une profondeur atteignant 1 200 mètres